# Elionurus royleanus
Elionurus royleanus là một loài thực vật có hoa trong họ Hòa thảo. Loài này được Nees ex A.Rich. mô tả khoa học đầu tiên năm 1850.